# Ashes Tour 1994/95
Die Ashes Tour 1994/95 war die Tour der englischen Cricket-Nationalmannschaft, die die 58. Austragung der Ashes beinhaltete, und wurde zwischen dem 25. November 1994 und 7. Februar 1995 durchgeführt. Die Ashes Series 1994/95 selbst wurde in Form von fünf Testspielen zwischen Australien und England ausgetragen. Austragungsorte waren jeweils australische Stadien. Die Tour beinhaltete neben der Testserie eine Reihe weiterer Spiele zwischen den beiden Mannschaften im Winter 1994/95. Die Testserie wurde von Australien mit 3–1 gewonnen.

## Vorgeschichte
Australien spielte zuvor eine Tour in Pakistan, für England war es die erste Tour der Saison.
Das letzte Aufeinandertreffen der beiden Mannschaften fand in der Saison 1993 in England statt.

## Stadien
Die folgenden Stadien wurden für die Tour als Austragungsort vorgesehen.
| Stadion                  | Stadt     | Kapazität | Spiele  |
| ------------------------ | --------- | --------- | ------- |
| Adelaide Oval            | Adelaide  | 53.583    | 4. Test |
| The Gabba                | Brisbane  | 42.000    | 1. Test |
| Melbourne Cricket Ground | Melbourne | 100.024   | 2. Test |
| WACA Ground              | Perth     | 20.000    | 5. Test |
| Sydney Cricket Ground    | Sydney    | 48.000    | 3. Test |

## Kaderlisten
Die folgenden Kader wurden von den Mannschaften benannt.
| Test | Test |
| Australien | England |
| --- | --- |
| - Jo Angel - Michael Bevan - Greg Blewett - David Boon - Damien Fleming - Ian Healy - Tim May - Craig McDermott - Glenn McGrath - Peter McIntyre - Michael Slater - Mark Taylor - Shane Warne - Steve Waugh - Mark Waugh | - Mike Atherton - John Crawley - Phil DeFreitas - Angus Fraser - Mike Gatting - Graham Gooch - Darren Gough - Graeme Hick - Chris Lewis - Devon Malcolm - Martin McCague - Mark Ramprakash - Steve Rhodes - Alec Stewart - Graham Thorpe - Phil Tufnell |

## Tests

### Erster Test in Brisbane
| 25. – 29. November Scorecard | Brisbane | Australien 426 (120.2) & 248-8d (88) | – | England 167 (67.2) & 323 (137.2) |
|                              |          | Australien gewinnt mit 184 Runs      |   |                                  |

### Zweiter Test in Melbourne
| 24. – 29. Dezember Scorecard | Melbourne | Australien 279 (107.2) & 320-7d (124) | – | England 212 (83.4) & 92 (42.5) |
|                              |           | Australien gewinnt mit 295 Runs       |   |                                |

### Dritter Test in Sydney
| 1. – 5. Januar Scorecard | Sydney | England 309 (119.2) & 255-2d (72) | – | Australien 116 (42.5) & 344-7 (121.4) |
|                          |        | Remis                             |   |                                       |

### Vierter Test in Adelaide
| 26. – 30. Januar Scorecard | Adelaide | England 353 (141.3) & 328 (94.5) | – | Australien 419 (121.5) & 156 (61.1) |
|                            |          | England gewinnt mit 106 Runs     |   |                                     |

### Fünfter Test in Perth
| 3. – 7. Februar Scorecard | Perth | Australien 402 (135.5) & 345-8d (90.3) | – | England 295 (96.3) & 123 (41) |
|                           |       | Australien gewinnt mit 329 Runs        |   |                               |